# Johann von Évreux
Johann († 1193) war ein Bischof von Évreux im 12. Jahrhundert.
Johann wurde 1181 auf Betreiben Heinrichs II. von England zum Bischof von Évreux gewählt, als dessen treuer Gefolgsmann er sich erwiesen hatte. 1191 begleitete er Richard Löwenherz auf den dritten Kreuzzug und krönte am 12. Mai in Limassol die frisch angetraute Ehefrau des Königs, Berengaria, zur Königin Englands. Dieser Vorgang war insofern bemerkenswert, da Johann als Bischof von Évreux nicht dem englischen Episkopat angehörte.

## Einzelnachweis
1. ↑  John Gillingham: Richard Löwenherz. Eine Biographie (1990), S. 149

| Vorgänger        | Amt                          | Nachfolger        |
| ---------------- | ---------------------------- | ----------------- |
| Gilles du Perche | Bischof von Évreux 1181–1193 | Guérin de Cierrey |

| Personendaten    | Personendaten                   |
| ---------------- | ------------------------------- |
| NAME             | Johann von Évreux               |
| KURZBESCHREIBUNG | Bischof von Évreux, Kreuzfahrer |
| GEBURTSDATUM     | 12. Jahrhundert                 |
| STERBEDATUM      | 1193                            |